# Sonja Åkesson
Pour les articles homonymes, voir Åkesson (homonymie).
Sonja Åkesson, née le 19 avril 1926 à Buttle (en), sur l'île de Gotland, et morte le 5 mai 1977, est une poétesse, écrivaine et artiste suédoise.

## Biographie
Née en avril 1926, Sonja Åkesson doit stopper l'école et commence à travailler dès l'âge de treize ans.
Elle se marie en 1948 avec un menuisier. Alors qu'ils ont deux enfants, elle trompe son mari et tombe enceinte. Après le divorce, elle emménage à Stockholm. Le bébé meurt d'une leucémie à l'âge de deux ans,.
Sonja Åkesson reprend ses études en participant à des cours par correspondance et des cours du soir. Ses études portent sur l'écriture et la poésie moderne.
En 1956, elle se remarie et a son quatrième enfant, Mikael. L'année suivante, elle publie son premier recueil de poèmes : Situationer (« Situations »). En 1963, elle devient célèbre en Suède après avoir publié Husfrid. Elle se fait connaître pour son style d'écriture distinctif, décrivant la vie quotidienne et commentant la société. Le mouvement féministe adopte le travail d'Åkesson et le cite souvent. Le plus célèbre de ses poèmes est probablement « Äktenskapsfrågan » (« La question du mariage »). Le vers « vara vit mans slav » (« être l'esclave de l'homme blanc ») est souvent cité car il est répété tout au long du poème.
Après neuf ans de mariage, elle divorce à nouveau en 1965. Elle épouse Jarl Hammarberg, artiste et poète suédois, et donne naissance à son cinquième enfant, Gertie. Dans les années 1960, elle diversifie ses œuvres. En plus de ses poèmes, elle écrit des pièces de théâtre, des paroles pour chansons, des nouvelles et des romans.
Sonja Åkesson déménage à Halmstad dans les années 1970 après avoir souffert de dépression et meurt en 1977 d'un cancer du foie. Elle est enterrée au cimetière boisé de Stockholm.

## Œuvres

### Poésie
- (sv) Situationer, 1957
- (sv) Glasveranda, 1959
- (sv) Husfrid, 1963
- (sv) Pris, 1968
- (sv) Sagan om Siv, 1974

### Prose
- (sv) Skvallerspegel, 1960
- (sv) Leva livet, 1961
- (sv) Efter balen, 1962

## Archives
Ses manuscrits et autres articles sont conservés dans les Collections sur l'Histoire des Femmes de l'Université de Göteborg, en Suède.

## Adaptation
Son recueil Sagan om Siv est repris et adapté sous forme d'un téléfilm éponyme, réalisé par Harald Westman en 1974.